# Sigrid Precht
Sigrid Leopoldina Precht, född Silfverblad 17 oktober 1865 i Helsingfors, död där 17 juni 1938, var en finländsk skådespelare. 

## Biografi
Precht debuterade 1884 som Dorinne i Tartuffe på Svenska Teatern i Helsingfors. Hon fick genast engagemang vid denna teater, där hon var anställd fram till 1926 med undantag av åren 1894–1898, då hon turnerade med August Lindbergs sällskap i Sverige. Hon var en av de få inhemska artister som kunde hävda sig i den rikssvenska ensemblen. Hennes typ förde henne till ett givet fack, de märgfulla, robusta kvinnogestalterna, ofta begåvade med mustig humor. Bland hennes karaktärsroller kan nämnas Katri i Daniel Hjort, Siegbrit i Kung Kristian II och Åse i Peer Gynt, en roll som hon även spelat på Dramaten i Stockholm.
Hon var gift med Axel Precht och mor till John Precht.

## Teater

### Roller
| År   | Roll                            | Produktion                                                                | Regi           | Teater                       |
| ---- | ------------------------------- | ------------------------------------------------------------------------- | -------------- | ---------------------------- |
| 1917 | Fru Brametzberger, portvaktsfru | Jungfruburen (Das Dreimäderlhaus) Alfred Maria Willner och Heinz Reichert |                | Svenska Teatern, Helsingfors |
| 1920 | Gertrude Rhead                  | Milstolpar (Milestones) Arnold Bennett                                    | Helge Wahlgren | Svenska Teatern, Helsingfors |